# Eric García Martret
Eric Garcia i Martret (Martorell, 9 de gener de 2001) és un futbolista professional català que juga com a defensa central al FC Barcelona. És internacional amb la selecció catalana i també amb la selecció espanyola.
García va marxar de Barcelona als 17 anys per anar al Manchester City FC. Va debutar a la Premier League el 21 de setembre de 2019. En la seva última temporada al club, va guanyar la lliga i va ser subcampió de la Lliga de Campions de la UEFA. El juny de 2021, García va tornar a fitxar pel Barça en un traspàs gratuït, després que expirés el seu contracte.

## Carrera esportiva
Garcia va iniciar la seva trajectòria a la Barça Escola el 2008 i es va formar com a futbolista a La Masia a partir de 2009. Després de nou anys jugant a les categories inferiors del FC Barcelona, va fitxar pel Manchester City l'estiu de 2017. Durant la seva primera temporada al City, va capitanejar l'equip sub-18 i va jugar amb el sub-19 la Lliga Juvenil de la UEFA.
Va viatjar amb el primer equip durant la gira de pretemporada de 2018 als Estats Units, i hi va debutar el 20 de juliol contra el Borussia Dortmund. El seu debut professional va arribar el 18 de desembre de 2018, en un partit de quarts de final de la EFL Cup contra el Leicester City. Hi va jugar fent parella de centrals amb Nicolas Otamendi, en un partit que va acabar 1-1, amb el City passant ronda als penals. Va debutar a la Premier League el 21 de setembre de 2019, quan va substituir Nicolás Otamendi al minut 63 de partit en una victòria per 8-0 davant el Watford.
García va jugar dos partits sencers pel City durant les festes de nadal de 2019. El primer contra el Sheffield United FC a casa, amb victòria del City per 2–0. El segon seguit a casa en un parell de dies va veure una nova titularitat de García, novament amb victòria del City per 2–1 contra l'Everton FC.
El 17 de juny de 2020, García fou titular contra l'Arsenal FC en el primer partit del City després de la suspensió per la pandèmia de COVID-19 (victòria del City per 3–0). Cap al final del partit, García va patir un xoc amb Ederson que el va deixar inconscient per uns moments. García va haver de rebre tractament immediat al camp, amb oxigen. Malgrat que l'incident semblava seriós, fou donat d'alta de l'hospital l'endemà. L'entrenador Pep Guardiola va dir en la roda de premsa que era una commoció cerebral i que esperava que estigués recuperat en deu dies.
El 6 d'agost de 2020, Guardiola va anunciar en roda de premsa que García havia refusat una renovació de contracte, malgrat que al final de temporada havia estat titular conjuntament amb Aymeric Laporte. Pretès pel Barça durant el mercat d'hivern de 2021, durant el procés electoral a la presidència del FC Barcelona del gener-febrer de 2021, tots els candidats van donar el vist-i-plau a les negociacions pel seu fitxatge. De tota manera, les dificultats econòmiques del club no permeteren afrontar el cost del fitxatge, considerant que el jugador quedaria lliure de contracte el juny de 2021.

### FC Barcelona
El juny de 2021 es va fer públic el seu fitxatge pel FC Barcelona. El central, a 20 anys, va firmar per cinc temporades, fins al juny del 2026, amb una clàusula de rescissió de contracte de 400 milions d'euros. Va debutar amb el primer equip del FC Barcelona el 15 d'agost de 2021, com a titular, en el primer partit de la lliga 2021-22 al Camp Nou contra la Reial Societat, en un partit on va tenir una actuació reeixida i va ser el segon futbolista culer amb més recuperacions, un total de cinc. El 21 d'agost, va ser expulsat després de rebre una targeta vermella directa per la seva entrada d'última hora a Nico Williams en un empat a 1 contra l'Athletic Club. El 29 de setembre, García va ser expulsat per segona vegada després de rebre dues targetes grogues en una golejada per 3-0 contra el Benfica a la fase de grups de la Lliga de Campions de la UEFA 2021–22.

#### Cessió al Girona
L'1 de setembre de 2023, García va ser cedit al Girona FC per a la temporada 2023-24. El 27 de setembre, va marcar el seu primer gol amb el Girona per assegurar una victòria per 2-1 fora de casa contra el Vila-real CF, que va atorgar al seu club el primer lloc de la Lliga després de set partits per primera vegada a la seva història. Finalment va marcar cinc gols en total, convertint-se en un dels defenses més golejadors de la lliga.

#### Retorn to Barça
García va tornar al Barça després que acabés la seva cessió. El 4 de gener de 2025, va marcar el seu primer gol des que es va reincorporar a l'equip en una victòria per 4-0 fora de casa contra la UD Barbastro a la Copa del Rei. Més tard aquell mateix mes, el 21 de gener, va marcar el seu primer gol a la Lliga de Campions en una victòria per 5–4 fora de casa contra el Benfica.

## Internacional

### Catalunya
El 29 de maig de 2024 va disputar amb la selecció catalana el partit contra el Panamà, que va acabar en un empat a 2, a l'Estadi de la Nova Creu Alta.
El 28 de maig de 2025 va disputar amb la selecció catalana el partit contra Costa Rica, una victòria per 2 a 0 a l'Estadi Johan Cruyff.

### Espanya
Després d'haver representat Espanya entre els nivells sub-19 i sub-21, García va rebre la seva primera convocatòria sènior el 20 d'agost de 2020, per a dos partits de la Lliga de les Nacions de la UEFA contra Alemanya i Ucraïna. Va debutar amb la selecció absoluta contra Ucraïna el 6 de setembre de 2020, substituint Sergio Ramos al minut 61, en una victòria per 4-0 per part d'Espanya. El 24 de maig de 2021, García va ser inclòs a la convocatòria de 24 jugadors per a l'Eurocopa 2020 de Luis Enrique. A més, García va ser inclòs a la selecció espanyola sub-23 per als Jocs Olímpics d'estiu de 2020 a Tòquio. Va ser titular a la final de la Lliga de Nacions de la UEFA 2021 que Espanya va perdre contra França per 1-2.

## Palmarès
Manchester City
- 1 Premier League: 2020-21
- 3 Copes de la lliga anglesa: 2018-19, 2019-20, 2020-21
- 1 Community Shield: 2019[42]

FC Barcelona
- 2 Supercopes d'Espanya: 2023,[43] 2025[44]
- 2 Lligues espanyoles: 2022-23,[45] 2024-25
- 1 Copa del Rei: 2024–25[46][47]

Espanya sub-17
- 1 Campionat d'Europa de Futbol sub-17 de la UEFA: 2017[48]
- 1 Copa del món de futbol sub-17, subcampió: 2017[49]

Espanya sub-19
- 1 Campionat d'Europa de Futbol sub-19 de la UEFA: 2019[50]

Espanya sub-23
- 1 Medalla d'or en els Jocs Olímpics: 2024[51]
- 1 Medalla d'argent en els Jocs Olímpics: 2020